# Prodotti agroalimentari tradizionali liguri
I Prodotti Agroalimentari Tradizionali liguri  riconosciuti dal Ministero delle politiche agricole alimentari e forestali, su proposta della Regione Liguria sono i seguenti, aggiornati al 16 giugno 2008, data dell'ultima revisione dei P.A.T.:
| N.  | Definizione (dati ufficiali del Ministero delle politiche agricole alimentari e forestali)                                 | Cat.   | Settore                                                                                       | Regione |
| --- | --- | ------ | --------------------------------------------------------------------------------------------- | ------- |
| 1   | Aceto di mele | P.A.T. | Bevande analcoliche, distillati e liquori                                                     | Liguria |
| 2   | Amaretto | P.A.T. | Bevande analcoliche, distillati e liquori                                                     | Liguria |
| 3   | Amaro | P.A.T. | Bevande analcoliche, distillati e liquori                                                     | Liguria |
| 4   | Birra di Savignone | P.A.T. | Bevande analcoliche, distillati e liquori                                                     | Liguria |
| 5   | Distillato di prugna | P.A.T. | Bevande analcoliche, distillati e liquori                                                     | Liguria |
| 6   | Essenza di lavanda | P.A.T. | Bevande analcoliche, distillati e liquori                                                     | Liguria |
| 7   | Vino di mele | P.A.T. | Bevande analcoliche, distillati e liquori                                                     | Liguria |
| 8   | Vino di sambuco (spumante dei poveri)                                                                                      | P.A.T. | Bevande analcoliche, distillati e liquori                                                     | Liguria |
| 9   | Comune argentata ligure, comune argentata                                                                                  | P.A.T. | Carni (e frattaglie) fresche e loro preparazione                                              | Liguria |
| 10  | Comune dorata ligure, comune dorata                                                                                        | P.A.T. | Carni (e frattaglie) fresche e loro preparazione                                              | Liguria |
| 11  | Coppa | P.A.T. | Carni (e frattaglie) fresche e loro preparazione                                              | Liguria |
| 12  | Frizze (grive) | P.A.T. | Carni (e frattaglie) fresche e loro preparazione                                              | Liguria |
| 13  | Gambetto di maiale, gambetto                                                                                               | P.A.T. | Carni (e frattaglie) fresche e loro preparazione                                              | Liguria |
| 14  | Gigante nera d'italia (pollo della Val di Vara)                                                                            | P.A.T. | Carni (e frattaglie) fresche e loro preparazione                                              | Liguria |
| 15  | Mostardella | P.A.T. | Carni (e frattaglie) fresche e loro preparazione                                              | Liguria |
| 16  | Pancetta | P.A.T. | Carni (e frattaglie) fresche e loro preparazione                                              | Liguria |
| 17  | Paté di lardo | P.A.T. | Carni (e frattaglie) fresche e loro preparazione                                              | Liguria |
| 18  | Pecora brigasca | P.A.T. | Carni (e frattaglie) fresche e loro preparazione                                              | Liguria |
| 19  | Prosciutta | P.A.T. | Carni (e frattaglie) fresche e loro preparazione                                              | Liguria |
| 20  | Prosciutto cotto | P.A.T. | Carni (e frattaglie) fresche e loro preparazione                                              | Liguria |
| 21  | Salame (con i lardelli), (salamme cui lardelli)                                                                            | P.A.T. | Carni (e frattaglie) fresche e loro preparazione                                              | Liguria |
| 22  | Salame cotto | P.A.T. | Carni (e frattaglie) fresche e loro preparazione                                              | Liguria |
| 23  | Salame crudo | P.A.T. | Carni (e frattaglie) fresche e loro preparazione                                              | Liguria |
| 24  | Salame genovese di Sant'Olcese, di Orero                                                                                   | P.A.T. | Carni (e frattaglie) fresche e loro preparazione                                              | Liguria |
| 25  | Salsiccia | P.A.T. | Carni (e frattaglie) fresche e loro preparazione                                              | Liguria |
| 26  | Salsiccia di Brugnato | P.A.T. | Carni (e frattaglie) fresche e loro preparazione                                              | Liguria |
| 27  | Salsiccia di Ceriana, slasiccia                                                                                            | P.A.T. | Carni (e frattaglie) fresche e loro preparazione                                              | Liguria |
| 28  | Salsiccia di Pignone | P.A.T. | Carni (e frattaglie) fresche e loro preparazione                                              | Liguria |
| 29  | Sanguinaccio | P.A.T. | Carni (e frattaglie) fresche e loro preparazione                                              | Liguria |
| 30  | Sopressata | P.A.T. | Carni (e frattaglie) fresche e loro preparazione                                              | Liguria |
| 31  | Stecchi | P.A.T. | Carni (e frattaglie) fresche e loro preparazione                                              | Liguria |
| 32  | Testa in cassetta (soppressata)                                                                                            | P.A.T. | Carni (e frattaglie) fresche e loro preparazione                                              | Liguria |
| 33  | Tomaselle | P.A.T. | Carni (e frattaglie) fresche e loro preparazione                                              | Liguria |
| 34  | Vacca cabannina | P.A.T. | Carni (e frattaglie) fresche e loro preparazione                                              | Liguria |
| 35  | Zeraria (zraria) | P.A.T. | Carni (e frattaglie) fresche e loro preparazione                                              | Liguria |
| 36  | Agliata | P.A.T. | Condimenti                                                                                    | Liguria |
| 37  | Marò | P.A.T. | Condimenti                                                                                    | Liguria |
| 38  | Pasta d'acciughe | P.A.T. | Condimenti                                                                                    | Liguria |
| 39  | Pesto alla genovese | P.A.T. | Condimenti                                                                                    | Liguria |
| 40  | Pesto d'aglio | P.A.T. | Condimenti                                                                                    | Liguria |
| 41  | Salsa di noci | P.A.T. | Condimenti                                                                                    | Liguria |
| 42  | Salsa di pinoli | P.A.T. | Condimenti                                                                                    | Liguria |
| 43  | Sugo di carne (sugo di carne alla genovese)                                                                                | P.A.T. | Condimenti                                                                                    | Liguria |
| 44  | Sugo di funghi (sugo di funghi alla ligure)                                                                                | P.A.T. | Condimenti                                                                                    | Liguria |
| 45  | Sugo di gherigli | P.A.T. | Condimenti                                                                                    | Liguria |
| 46  | Bruzzo (brus, brussu, della Valle Arroscia)                                                                                | P.A.T. | Formaggi                                                                                      | Liguria |
| 47  | Caciotta (caciotta di Brugnato)                                                                                            | P.A.T. | Formaggi                                                                                      | Liguria |
| 48  | Caprino (della Valbrevenna)                                                                                                | P.A.T. | Formaggi                                                                                      | Liguria |
| 49  | Caprino di malga (delle Alpi Marittime)                                                                                    | P.A.T. | Formaggi                                                                                      | Liguria |
| 50  | Formaggetta (delle Valli Arroscia e Argentina)                                                                             | P.A.T. | Formaggi                                                                                      | Liguria |
| 51  | Formaggetta (savonese, di Stella, della Valle Stura)                                                                       | P.A.T. | Formaggi                                                                                      | Liguria |
| 52  | Formaggetta della Val Graveglia, di Bonassola, di Vàise, dell'alta Valle Scrivia, dell'alta Valle Stura, della Val di Vara | P.A.T. | Formaggi                                                                                      | Liguria |
| 53  | Formaggio di malga (di Triora, delle Alpi Marittime)                                                                       | P.A.T. | Formaggi                                                                                      | Liguria |
| 54  | Giuncata (zuncà, giuncà)                                                                                                   | P.A.T. | Formaggi                                                                                      | Liguria |
| 55  | Mozzarella di Brugnato | P.A.T. | Formaggi                                                                                      | Liguria |
| 56  | Pecorino di malga | P.A.T. | Formaggi                                                                                      | Liguria |
| 57  | Prescinsêua (quagliata) | P.A.T. | Formaggi                                                                                      | Liguria |
| 58  | Robiola della Val Bormida                                                                                                  | P.A.T. | Formaggi                                                                                      | Liguria |
| 59  | San Stefano d'Aveto (San Ste')                                                                                             | P.A.T. | Formaggi                                                                                      | Liguria |
| 60  | Sarasso (sarazzu) | P.A.T. | Formaggi                                                                                      | Liguria |
| 61  | Söla (tumma, sola delle Alpi Marittime)                                                                                    | P.A.T. | Formaggi                                                                                      | Liguria |
| 62  | Toma di Mendatica dell'Alta Valle Arroscia                                                                                 | P.A.T. | Formaggi                                                                                      | Liguria |
| 63  | Butiru (bitiru, burro) | P.A.T. | Grassi                                                                                        | Liguria |
| 64  | Olio extra vergine di oliva monovarietale di colombaia, colombara, culombera                                               | P.A.T. | Grassi                                                                                        | Liguria |
| 65  | Olio extravergine di oliva arnasca                                                                                         | P.A.T. | Grassi                                                                                        | Liguria |
| 66  | Aglio bianco (di Vessalico)                                                                                                | P.A.T. | Prodotti vegetali allo stato naturale o trasformati                                           | Liguria |
| 67  | Albicocca tigrato, miscimìn tigrato                                                                                        | P.A.T. | Prodotti vegetali allo stato naturale o trasformati                                           | Liguria |
| 68  | Albicocca Valleggia | P.A.T. | Prodotti vegetali allo stato naturale o trasformati                                           | Liguria |
| 69  | Arancio pernambucco (portugallo)                                                                                           | P.A.T. | Prodotti vegetali allo stato naturale o trasformati                                           | Liguria |
| 70  | Asparago violetto di Albenga)                                                                                              | P.A.T. | Prodotti vegetali allo stato naturale o trasformati                                           | Liguria |
| 71  | Carciofo di Provenza, violet di Provenza                                                                                   | P.A.T. | Prodotti vegetali allo stato naturale o trasformati                                           | Liguria |
| 72  | Carciofo spinoso di Albenga (violetto di Albenga)                                                                          | P.A.T. | Prodotti vegetali allo stato naturale o trasformati                                           | Liguria |
| 73  | Carciofo spinoso di Pompeiana                                                                                              | P.A.T. | Prodotti vegetali allo stato naturale o trasformati                                           | Liguria |
| 74  | Carota di Albenga | P.A.T. | Prodotti vegetali allo stato naturale o trasformati                                           | Liguria |
| 75  | Castagna bodrasca | P.A.T. | Prodotti vegetali allo stato naturale o trasformati                                           | Liguria |
| 76  | Castagna gabbiana | P.A.T. | Prodotti vegetali allo stato naturale o trasformati                                           | Liguria |
| 77  | Castagna secca | P.A.T. | Prodotti vegetali allo stato naturale o trasformati                                           | Liguria |
| 78  | Cavolo broccolo (lavagnino)                                                                                                | P.A.T. | Prodotti vegetali allo stato naturale o trasformati                                           | Liguria |
| 79  | Cavolo gaggetta | P.A.T. | Prodotti vegetali allo stato naturale o trasformati                                           | Liguria |
| 80  | Chinotto di Savona | P.A.T. | Prodotti vegetali allo stato naturale o trasformati                                           | Liguria |
| 81  | Ciliegia di Castelbianco                                                                                                   | P.A.T. | Prodotti vegetali allo stato naturale o trasformati                                           | Liguria |
| 82  | Ciliegio durone sarzanese                                                                                                  | P.A.T. | Prodotti vegetali allo stato naturale o trasformati                                           | Liguria |
| 83  | Cipolla di Pignone | P.A.T. | Prodotti vegetali allo stato naturale o trasformati                                           | Liguria |
| 84  | Cipolla rossa (genovese, di Zerli)                                                                                         | P.A.T. | Prodotti vegetali allo stato naturale o trasformati                                           | Liguria |
| 85  | Confettura di acacia, confettura di robinia                                                                                | P.A.T. | Prodotti vegetali allo stato naturale o trasformati                                           | Liguria |
| 86  | Confettura di frutti di bosco                                                                                              | P.A.T. | Prodotti vegetali allo stato naturale o trasformati                                           | Liguria |
| 87  | Confettura di petali di viola, confettura di violetta                                                                      | P.A.T. | Prodotti vegetali allo stato naturale o trasformati                                           | Liguria |
| 88  | Confettura extra di petali di rosa, zucchero rosato                                                                        | P.A.T. | Prodotti vegetali allo stato naturale o trasformati                                           | Liguria |
| 89  | Fagiolana di torza | P.A.T. | Prodotti vegetali allo stato naturale o trasformati                                           | Liguria |
| 90  | Fagioli bianchi | P.A.T. | Prodotti vegetali allo stato naturale o trasformati                                           | Liguria |
| 91  | Fagiolo borlotto di Mangia                                                                                                 | P.A.T. | Prodotti vegetali allo stato naturale o trasformati                                           | Liguria |
| 92  | Fagiolo cannellino dall'occhio rosso                                                                                       | P.A.T. | Prodotti vegetali allo stato naturale o trasformati                                           | Liguria |
| 93  | Fagiolo cannellino della Val di Vara                                                                                       | P.A.T. | Prodotti vegetali allo stato naturale o trasformati                                           | Liguria |
| 94  | Fagiolo cenerino della Val di Vara (senerín)                                                                               | P.A.T. | Prodotti vegetali allo stato naturale o trasformati                                           | Liguria |
| 95  | Fagiolo dell'aquila di Pignone (fagiolo dall'occhio)                                                                       | P.A.T. | Prodotti vegetali allo stato naturale o trasformati                                           | Liguria |
| 96  | Fagiolo gianetto | P.A.T. | Prodotti vegetali allo stato naturale o trasformati                                           | Liguria |
| 97  | Fagiolo lupinaro | P.A.T. | Prodotti vegetali allo stato naturale o trasformati                                           | Liguria |
| 98  | Fagiolo rampicante basso di Pignone                                                                                        | P.A.T. | Prodotti vegetali allo stato naturale o trasformati                                           | Liguria |
| 99  | Farina di castagne | P.A.T. | Prodotti vegetali allo stato naturale o trasformati                                           | Liguria |
| 100 | Fichi figalini neri | P.A.T. | Prodotti vegetali allo stato naturale o trasformati                                           | Liguria |
| 101 | Fichi rondette | P.A.T. | Prodotti vegetali allo stato naturale o trasformati                                           | Liguria |
| 102 | Funghi sott'olio (porcino bianco, pinicola, cicalotti, galletti)                                                           | P.A.T. | Prodotti vegetali allo stato naturale o trasformati                                           | Liguria |
| 103 | Fungo porcino secco | P.A.T. | Prodotti vegetali allo stato naturale o trasformati                                           | Liguria |
| 104 | Fungo porcino spontaneo | P.A.T. | Prodotti vegetali allo stato naturale o trasformati                                           | Liguria |
| 105 | Granturco dall'asciutto, granun                                                                                            | P.A.T. | Prodotti vegetali allo stato naturale o trasformati                                           | Liguria |
| 106 | Melanzana tonda (genovese)                                                                                                 | P.A.T. | Prodotti vegetali allo stato naturale o trasformati                                           | Liguria |
| 107 | Melo belfiore | P.A.T. | Prodotti vegetali allo stato naturale o trasformati                                           | Liguria |
| 108 | Melo beverino | P.A.T. | Prodotti vegetali allo stato naturale o trasformati                                           | Liguria |
| 109 | Melo bianchetta | P.A.T. | Prodotti vegetali allo stato naturale o trasformati                                           | Liguria |
| 110 | Melo carla | P.A.T. | Prodotti vegetali allo stato naturale o trasformati                                           | Liguria |
| 111 | Melo musona | P.A.T. | Prodotti vegetali allo stato naturale o trasformati                                           | Liguria |
| 112 | Melo pipin | P.A.T. | Prodotti vegetali allo stato naturale o trasformati                                           | Liguria |
| 113 | Melo rugginin | P.A.T. | Prodotti vegetali allo stato naturale o trasformati                                           | Liguria |
| 114 | Melo stolla | P.A.T. | Prodotti vegetali allo stato naturale o trasformati                                           | Liguria |
| 115 | Nocciolo bianchetta | P.A.T. | Prodotti vegetali allo stato naturale o trasformati                                           | Liguria |
| 116 | Nocciolo codina | P.A.T. | Prodotti vegetali allo stato naturale o trasformati                                           | Liguria |
| 117 | Nocciolo dall'orto | P.A.T. | Prodotti vegetali allo stato naturale o trasformati                                           | Liguria |
| 118 | Nocciolo del rosso | P.A.T. | Prodotti vegetali allo stato naturale o trasformati                                           | Liguria |
| 119 | Nocciolo longhera | P.A.T. | Prodotti vegetali allo stato naturale o trasformati                                           | Liguria |
| 120 | Nocciolo menoia | P.A.T. | Prodotti vegetali allo stato naturale o trasformati                                           | Liguria |
| 121 | Nocciolo noscella | P.A.T. | Prodotti vegetali allo stato naturale o trasformati                                           | Liguria |
| 122 | Nocciolo ronchetta | P.A.T. | Prodotti vegetali allo stato naturale o trasformati                                           | Liguria |
| 123 | Nocciolo savreghetta | P.A.T. | Prodotti vegetali allo stato naturale o trasformati                                           | Liguria |
| 124 | Nocciolo tapparona | P.A.T. | Prodotti vegetali allo stato naturale o trasformati                                           | Liguria |
| 125 | Nocciolo trietta | P.A.T. | Prodotti vegetali allo stato naturale o trasformati                                           | Liguria |
| 126 | Olivo colombaia | P.A.T. | Prodotti vegetali allo stato naturale o trasformati                                           | Liguria |
| 127 | Olivo lavagnina | P.A.T. | Prodotti vegetali allo stato naturale o trasformati                                           | Liguria |
| 128 | Olivo mortina | P.A.T. | Prodotti vegetali allo stato naturale o trasformati                                           | Liguria |
| 129 | Olivo pignola | P.A.T. | Prodotti vegetali allo stato naturale o trasformati                                           | Liguria |
| 130 | Olivo razzola | P.A.T. | Prodotti vegetali allo stato naturale o trasformati                                           | Liguria |
| 131 | Olivo rossese | P.A.T. | Prodotti vegetali allo stato naturale o trasformati                                           | Liguria |
| 132 | Olivo taggiasca | P.A.T. | Prodotti vegetali allo stato naturale o trasformati                                           | Liguria |
| 133 | Patata cabannese, sarvèga, purchin-a, matta                                                                                | P.A.T. | Prodotti vegetali allo stato naturale o trasformati                                           | Liguria |
| 134 | Patata cannellina nera, cannellina                                                                                         | P.A.T. | Prodotti vegetali allo stato naturale o trasformati                                           | Liguria |
| 135 | Patata di Pignone | P.A.T. | Prodotti vegetali allo stato naturale o trasformati                                           | Liguria |
| 136 | Patata morella, muella, muellin-a                                                                                          | P.A.T. | Prodotti vegetali allo stato naturale o trasformati                                           | Liguria |
| 137 | Patata quarantina bianca, quarantina genovese, quarantina, bianca di Montoggio, di Reppia, di Rovegno, di Torriglia        | P.A.T. | Prodotti vegetali allo stato naturale o trasformati                                           | Liguria |
| 138 | Patata quarantina gialla, giana riunda, giana de masùn, franseize, franseize de servàesa                                   | P.A.T. | Prodotti vegetali allo stato naturale o trasformati                                           | Liguria |
| 139 | Patata quarantina prugnona, prugnona, quarantina vera, quarantina rossa, brignùn-a                                         | P.A.T. | Prodotti vegetali allo stato naturale o trasformati                                           | Liguria |
| 140 | Patata salamina, calice al cornoviglio                                                                                     | P.A.T. | Prodotti vegetali allo stato naturale o trasformati                                           | Liguria |
| 141 | Pesco birindella | P.A.T. | Prodotti vegetali allo stato naturale o trasformati                                           | Liguria |
| 142 | Pisello (di Lavagna) | P.A.T. | Prodotti vegetali allo stato naturale o trasformati                                           | Liguria |
| 143 | Pisello nero di L'Ago | P.A.T. | Prodotti vegetali allo stato naturale o trasformati                                           | Liguria |
| 144 | Pomodoro cuore di bue | P.A.T. | Prodotti vegetali allo stato naturale o trasformati                                           | Liguria |
| 145 | Radice (di Chiavari) | P.A.T. | Prodotti vegetali allo stato naturale o trasformati                                           | Liguria |
| 146 | Rape | P.A.T. | Prodotti vegetali allo stato naturale o trasformati                                           | Liguria |
| 147 | Rape di Nasino | P.A.T. | Prodotti vegetali allo stato naturale o trasformati                                           | Liguria |
| 148 | Rose da sciroppo | P.A.T. | Prodotti vegetali allo stato naturale o trasformati                                           | Liguria |
| 149 | Sciroppo di poligala, sciroppo di poligola                                                                                 | P.A.T. | Prodotti vegetali allo stato naturale o trasformati                                           | Liguria |
| 150 | Sciroppo di rose | P.A.T. | Prodotti vegetali allo stato naturale o trasformati                                           | Liguria |
| 151 | Sciroppo di viole | P.A.T. | Prodotti vegetali allo stato naturale o trasformati                                           | Liguria |
| 152 | Scorzonera | P.A.T. | Prodotti vegetali allo stato naturale o trasformati                                           | Liguria |
| 153 | Susine "balle d'ase" | P.A.T. | Prodotti vegetali allo stato naturale o trasformati                                           | Liguria |
| 154 | Susine, fiaschette "da u cu amau" di Levanto                                                                               | P.A.T. | Prodotti vegetali allo stato naturale o trasformati                                           | Liguria |
| 155 | Susino collo storto | P.A.T. | Prodotti vegetali allo stato naturale o trasformati                                           | Liguria |
| 156 | Susino massina | P.A.T. | Prodotti vegetali allo stato naturale o trasformati                                           | Liguria |
| 157 | Tartufo | P.A.T. | Prodotti vegetali allo stato naturale o trasformati                                           | Liguria |
| 158 | Violetta di Villanova di Albenga                                                                                           | P.A.T. | Prodotti vegetali allo stato naturale o trasformati                                           | Liguria |
| 159 | Vitigno barbarossa | P.A.T. | Prodotti vegetali allo stato naturale o trasformati                                           | Liguria |
| 160 | Vitigno crovin | P.A.T. | Prodotti vegetali allo stato naturale o trasformati                                           | Liguria |
| 161 | Vitigno moscatello di Taggia                                                                                               | P.A.T. | Prodotti vegetali allo stato naturale o trasformati                                           | Liguria |
| 162 | Vitigno scimiscià | P.A.T. | Prodotti vegetali allo stato naturale o trasformati                                           | Liguria |
| 163 | Zucca di Rocchetta Cengio                                                                                                  | P.A.T. | Prodotti vegetali allo stato naturale o trasformati                                           | Liguria |
| 164 | Zucchino alberello di Sarzana                                                                                              | P.A.T. | Prodotti vegetali allo stato naturale o trasformati                                           | Liguria |
| 165 | Zucchino genovese | P.A.T. | Prodotti vegetali allo stato naturale o trasformati                                           | Liguria |
| 166 | Zucchino trombetta | P.A.T. | Prodotti vegetali allo stato naturale o trasformati                                           | Liguria |
| 167 | Amaretti di Sassello | P.A.T. | Paste fresche e prodotti di panetteria, pasticceria, biscotteria e confetteria                | Liguria |
| 168 | Amaretto di Gavenola | P.A.T. | Paste fresche e prodotti di panetteria, pasticceria, biscotteria e confetteria                | Liguria |
| 169 | Amaretto di Rocchetta, Rocchetta                                                                                           | P.A.T. | Paste fresche e prodotti di panetteria, pasticceria, biscotteria e confetteria                | Liguria |
| 170 | Baci della Riviera (baci di Alassio)                                                                                       | P.A.T. | Paste fresche e prodotti di panetteria, pasticceria, biscotteria e confetteria                | Liguria |
| 171 | Barbagiuai | P.A.T. | Paste fresche e prodotti di panetteria, pasticceria, biscotteria e confetteria                | Liguria |
| 172 | Biscette | P.A.T. | Paste fresche e prodotti di panetteria, pasticceria, biscotteria e confetteria                | Liguria |
| 173 | Biscotti del Lagaccio | P.A.T. | Paste fresche e prodotti di panetteria, pasticceria, biscotteria e confetteria                | Liguria |
| 174 | Biscotti di semola di Gavenola                                                                                             | P.A.T. | Paste fresche e prodotti di panetteria, pasticceria, biscotteria e confetteria                | Liguria |
| 175 | Biscotto di Taggia | P.A.T. | Paste fresche e prodotti di panetteria, pasticceria, biscotteria e confetteria                | Liguria |
| 176 | Buccellato | P.A.T. | Paste fresche e prodotti di panetteria, pasticceria, biscotteria e confetteria                | Liguria |
| 177 | Canestrelli (canestrello di Acquasanta, di Santo Stefano d'Aveto, canestrelletto di Torriglia )                            | P.A.T. | Paste fresche e prodotti di panetteria, pasticceria, biscotteria e confetteria                | Liguria |
| 178 | Canestrelli di Avosso | P.A.T. | Paste fresche e prodotti di panetteria, pasticceria, biscotteria e confetteria                | Liguria |
| 179 | Canestrelli di castagne | P.A.T. | Paste fresche e prodotti di panetteria, pasticceria, biscotteria e confetteria                | Liguria |
| 180 | Canestrello di Brugnato | P.A.T. | Paste fresche e prodotti di panetteria, pasticceria, biscotteria e confetteria                | Liguria |
| 181 | Canestrello di Taggia | P.A.T. | Paste fresche e prodotti di panetteria, pasticceria, biscotteria e confetteria                | Liguria |
| 182 | Castagnole | P.A.T. | Paste fresche e prodotti di panetteria, pasticceria, biscotteria e confetteria                | Liguria |
| 183 | Cavagnetto di Brugnato | P.A.T. | Paste fresche e prodotti di panetteria, pasticceria, biscotteria e confetteria                | Liguria |
| 184 | Chinotto candito (di Savona)                                                                                               | P.A.T. | Paste fresche e prodotti di panetteria, pasticceria, biscotteria e confetteria                | Liguria |
| 185 | Ciappe | P.A.T. | Paste fresche e prodotti di panetteria, pasticceria, biscotteria e confetteria                | Liguria |
| 186 | Corsetti avvantaggiati | P.A.T. | Paste fresche e prodotti di panetteria, pasticceria, biscotteria e confetteria                | Liguria |
| 187 | Corsetti del Levante Ligure                                                                                                | P.A.T. | Paste fresche e prodotti di panetteria, pasticceria, biscotteria e confetteria                | Liguria |
| 188 | Corsetti della Val Polcevera                                                                                               | P.A.T. | Paste fresche e prodotti di panetteria, pasticceria, biscotteria e confetteria                | Liguria |
| 189 | Cubàite | P.A.T. | Paste fresche e prodotti di panetteria, pasticceria, biscotteria e confetteria                | Liguria |
| 190 | Farinata (ligure, di ceci)                                                                                                 | P.A.T. | Paste fresche e prodotti di panetteria, pasticceria, biscotteria e confetteria                | Liguria |
| 191 | Farinata (savonese, bianca)                                                                                                | P.A.T. | Paste fresche e prodotti di panetteria, pasticceria, biscotteria e confetteria                | Liguria |
| 192 | Focaccia | P.A.T. | Paste fresche e prodotti di panetteria, pasticceria, biscotteria e confetteria                | Liguria |
| 193 | Focaccia con pellette d'oliva di Albisola                                                                                  | P.A.T. | Paste fresche e prodotti di panetteria, pasticceria, biscotteria e confetteria                | Liguria |
| 194 | Focaccia dolce sarzanese                                                                                                   | P.A.T. | Paste fresche e prodotti di panetteria, pasticceria, biscotteria e confetteria                | Liguria |
| 195 | Frittelle della Val Bormida                                                                                                | P.A.T. | Paste fresche e prodotti di panetteria, pasticceria, biscotteria e confetteria                | Liguria |
| 196 | Gattafìn | P.A.T. | Paste fresche e prodotti di panetteria, pasticceria, biscotteria e confetteria                | Liguria |
| 197 | Gobelletti | P.A.T. | Paste fresche e prodotti di panetteria, pasticceria, biscotteria e confetteria                | Liguria |
| 198 | Le ripiene dell'antico forno, le ripiene                                                                                   | P.A.T. | Paste fresche e prodotti di panetteria, pasticceria, biscotteria e confetteria                | Liguria |
| 199 | Michetta | P.A.T. | Paste fresche e prodotti di panetteria, pasticceria, biscotteria e confetteria                | Liguria |
| 200 | Millesimini | P.A.T. | Paste fresche e prodotti di panetteria, pasticceria, biscotteria e confetteria                | Liguria |
| 201 | Ossa dei morti | P.A.T. | Paste fresche e prodotti di panetteria, pasticceria, biscotteria e confetteria                | Liguria |
| 202 | Pan dei morti | P.A.T. | Paste fresche e prodotti di panetteria, pasticceria, biscotteria e confetteria                | Liguria |
| 203 | Pandolce (genovese) | P.A.T. | Paste fresche e prodotti di panetteria, pasticceria, biscotteria e confetteria                | Liguria |
| 204 | Pane a lievitazione naturale (pane crescente)                                                                              | P.A.T. | Paste fresche e prodotti di panetteria, pasticceria, biscotteria e confetteria                | Liguria |
| 205 | Pane casereccio (della Val Bormida)                                                                                        | P.A.T. | Paste fresche e prodotti di panetteria, pasticceria, biscotteria e confetteria                | Liguria |
| 206 | Pane di patate di Pignone (pan de patate)                                                                                  | P.A.T. | Paste fresche e prodotti di panetteria, pasticceria, biscotteria e confetteria                | Liguria |
| 207 | Pane di Triora | P.A.T. | Paste fresche e prodotti di panetteria, pasticceria, biscotteria e confetteria                | Liguria |
| 208 | Pane d'orzo | P.A.T. | Paste fresche e prodotti di panetteria, pasticceria, biscotteria e confetteria                | Liguria |
| 209 | Pane rustico di Gavenola (pane rustico di Gavenola; pane rustico integrale di Gavenola)                                    | P.A.T. | Paste fresche e prodotti di panetteria, pasticceria, biscotteria e confetteria                | Liguria |
| 210 | Pànera | P.A.T. | Paste fresche e prodotti di panetteria, pasticceria, biscotteria e confetteria                | Liguria |
| 211 | Panettone con farina di castagne                                                                                           | P.A.T. | Paste fresche e prodotti di panetteria, pasticceria, biscotteria e confetteria                | Liguria |
| 212 | Pansarola | P.A.T. | Paste fresche e prodotti di panetteria, pasticceria, biscotteria e confetteria                | Liguria |
| 213 | Pasta sciancà | P.A.T. | Paste fresche e prodotti di panetteria, pasticceria, biscotteria e confetteria                | Liguria |
| 214 | Pinolata | P.A.T. | Paste fresche e prodotti di panetteria, pasticceria, biscotteria e confetteria                | Liguria |
| 215 | Poncrè | P.A.T. | Paste fresche e prodotti di panetteria, pasticceria, biscotteria e confetteria                | Liguria |
| 216 | Quadrello di castagna, quadrello di rovegno "alta Val Trebbia"                                                             | P.A.T. | Paste fresche e prodotti di panetteria, pasticceria, biscotteria e confetteria                | Liguria |
| 217 | Quaresimali | P.A.T. | Paste fresche e prodotti di panetteria, pasticceria, biscotteria e confetteria                | Liguria |
| 218 | Ravioli di patate rosse | P.A.T. | Paste fresche e prodotti di panetteria, pasticceria, biscotteria e confetteria                | Liguria |
| 219 | Raviolo alle erbette | P.A.T. | Paste fresche e prodotti di panetteria, pasticceria, biscotteria e confetteria                | Liguria |
| 220 | Raviolo ligure | P.A.T. | Paste fresche e prodotti di panetteria, pasticceria, biscotteria e confetteria                | Liguria |
| 221 | Raviolo magro | P.A.T. | Paste fresche e prodotti di panetteria, pasticceria, biscotteria e confetteria                | Liguria |
| 222 | Rotelle | P.A.T. | Paste fresche e prodotti di panetteria, pasticceria, biscotteria e confetteria                | Liguria |
| 223 | Schiumette | P.A.T. | Paste fresche e prodotti di panetteria, pasticceria, biscotteria e confetteria                | Liguria |
| 224 | Sciuette | P.A.T. | Paste fresche e prodotti di panetteria, pasticceria, biscotteria e confetteria                | Liguria |
| 225 | Spungata | P.A.T. | Paste fresche e prodotti di panetteria, pasticceria, biscotteria e confetteria                | Liguria |
| 226 | Strozzagatti | P.A.T. | Paste fresche e prodotti di panetteria, pasticceria, biscotteria e confetteria                | Liguria |
| 227 | Taggioen | P.A.T. | Paste fresche e prodotti di panetteria, pasticceria, biscotteria e confetteria                | Liguria |
| 228 | Tirotto | P.A.T. | Paste fresche e prodotti di panetteria, pasticceria, biscotteria e confetteria                | Liguria |
| 229 | Torcetti | P.A.T. | Paste fresche e prodotti di panetteria, pasticceria, biscotteria e confetteria                | Liguria |
| 230 | Torrone, u turu'n | P.A.T. | Paste fresche e prodotti di panetteria, pasticceria, biscotteria e confetteria                | Liguria |
| 231 | Torta crescente | P.A.T. | Paste fresche e prodotti di panetteria, pasticceria, biscotteria e confetteria                | Liguria |
| 232 | Torta di Chiavari (torta de Ciävai)                                                                                        | P.A.T. | Paste fresche e prodotti di panetteria, pasticceria, biscotteria e confetteria                | Liguria |
| 233 | torta di nocciole | P.A.T. | Paste fresche e prodotti di panetteria, pasticceria, biscotteria e confetteria                | Liguria |
| 234 | Torta di riso dolce | P.A.T. | Paste fresche e prodotti di panetteria, pasticceria, biscotteria e confetteria                | Liguria |
| 235 | Torta di Torriglia | P.A.T. | Paste fresche e prodotti di panetteria, pasticceria, biscotteria e confetteria                | Liguria |
| 236 | Torta d'riso doza di Vezzano, torta d'riso d' V'zan                                                                        | P.A.T. | Paste fresche e prodotti di panetteria, pasticceria, biscotteria e confetteria                | Liguria |
| 237 | Torta panarello (panarella)                                                                                                | P.A.T. | Paste fresche e prodotti di panetteria, pasticceria, biscotteria e confetteria                | Liguria |
| 238 | Torta sacripantina | P.A.T. | Paste fresche e prodotti di panetteria, pasticceria, biscotteria e confetteria                | Liguria |
| 239 | Torta scema | P.A.T. | Paste fresche e prodotti di panetteria, pasticceria, biscotteria e confetteria                | Liguria |
| 240 | Torta stroscia | P.A.T. | Paste fresche e prodotti di panetteria, pasticceria, biscotteria e confetteria                | Liguria |
| 241 | Trofie | P.A.T. | Paste fresche e prodotti di panetteria, pasticceria, biscotteria e confetteria                | Liguria |
| 242 | Baciocca | P.A.T. | Prodotti della gastronomia                                                                    | Liguria |
| 243 | Bagnùn d'acciughe | P.A.T. | Prodotti della gastronomia                                                                    | Liguria |
| 244 | Brandaculun | P.A.T. | Prodotti della gastronomia                                                                    | Liguria |
| 245 | Cappon magro | P.A.T. | Prodotti della gastronomia                                                                    | Liguria |
| 246 | Capponata | P.A.T. | Prodotti della gastronomia                                                                    | Liguria |
| 247 | Carne sotto il testo | P.A.T. | Prodotti della gastronomia                                                                    | Liguria |
| 248 | Castagnaccio | P.A.T. | Prodotti della gastronomia                                                                    | Liguria |
| 249 | Cima alla genovese | P.A.T. | Prodotti della gastronomia                                                                    | Liguria |
| 250 | Ciuppìn | P.A.T. | Prodotti della gastronomia                                                                    | Liguria |
| 251 | Condigion | P.A.T. | Prodotti della gastronomia                                                                    | Liguria |
| 252 | Coniglio | P.A.T. | Prodotti della gastronomia                                                                    | Liguria |
| 253 | Farinata di zucca | P.A.T. | Prodotti della gastronomia                                                                    | Liguria |
| 254 | Fazzino | P.A.T. | Prodotti della gastronomia                                                                    | Liguria |
| 255 | Focaccia verde | P.A.T. | Prodotti della gastronomia                                                                    | Liguria |
| 256 | Focaccine di mais | P.A.T. | Prodotti della gastronomia                                                                    | Liguria |
| 257 | Fràndura | P.A.T. | Prodotti della gastronomia                                                                    | Liguria |
| 258 | Frittelle di baccalà | P.A.T. | Prodotti della gastronomia                                                                    | Liguria |
| 259 | Gran pistau | P.A.T. | Prodotti della gastronomia                                                                    | Liguria |
| 260 | Lattughe ripiene | P.A.T. | Prodotti della gastronomia                                                                    | Liguria |
| 261 | Lisoni | P.A.T. | Prodotti della gastronomia                                                                    | Liguria |
| 262 | Lumache | P.A.T. | Prodotti della gastronomia                                                                    | Liguria |
| 263 | Mess-ciua | P.A.T. | Prodotti della gastronomia                                                                    | Liguria |
| 264 | Micotti | P.A.T. | Prodotti della gastronomia                                                                    | Liguria |
| 265 | Pan martin | P.A.T. | Prodotti della gastronomia                                                                    | Liguria |
| 266 | Panella | P.A.T. | Prodotti della gastronomia                                                                    | Liguria |
| 267 | Panissa | P.A.T. | Prodotti della gastronomia                                                                    | Liguria |
| 268 | Pissalandrea | P.A.T. | Prodotti della gastronomia                                                                    | Liguria |
| 269 | Polenta bianca | P.A.T. | Prodotti della gastronomia                                                                    | Liguria |
| 270 | Preboggion | P.A.T. | Prodotti della gastronomia                                                                    | Liguria |
| 271 | Sbira | P.A.T. | Prodotti della gastronomia                                                                    | Liguria |
| 272 | Scarpazza | P.A.T. | Prodotti della gastronomia                                                                    | Liguria |
| 273 | Scherpada | P.A.T. | Prodotti della gastronomia                                                                    | Liguria |
| 274 | Sgabei | P.A.T. | Prodotti della gastronomia                                                                    | Liguria |
| 275 | Stirpada | P.A.T. | Prodotti della gastronomia                                                                    | Liguria |
| 276 | Stoccafisso alla badalucchese                                                                                              | P.A.T. | Prodotti della gastronomia                                                                    | Liguria |
| 277 | Testaroli | P.A.T. | Prodotti della gastronomia                                                                    | Liguria |
| 278 | Torta di riso | P.A.T. | Prodotti della gastronomia                                                                    | Liguria |
| 279 | Torta di riso e porri | P.A.T. | Prodotti della gastronomia                                                                    | Liguria |
| 280 | Torta di zucca | P.A.T. | Prodotti della gastronomia                                                                    | Liguria |
| 281 | Torta pasqualina | P.A.T. | Prodotti della gastronomia                                                                    | Liguria |
| 282 | Ventre | P.A.T. | Prodotti della gastronomia                                                                    | Liguria |
| 283 | Zuppa di muscoli | P.A.T. | Prodotti della gastronomia                                                                    | Liguria |
| 284 | Acciughe sotto sale del Mar Ligure                                                                                         | P.A.T. | Preparazione, di pesci, molluschi, crostacei e tecniche particolari                           | Liguria |
| 285 | Acciuga, acciuga di Monterosso                                                                                             | P.A.T. | Preparazione, di pesci, molluschi, crostacei e tecniche particolari                           | Liguria |
| 286 | Cicciarelli di Noli | P.A.T. | Preparazione, di pesci, molluschi, crostacei e tecniche particolari                           | Liguria |
| 287 | Gamberetti | P.A.T. | Preparazione, di pesci, molluschi, crostacei e tecniche particolari                           | Liguria |
| 288 | Mitili (muscoli, del Golfo della Spezia)                                                                                   | P.A.T. | Preparazione, di pesci, molluschi, crostacei e tecniche particolari                           | Liguria |
| 289 | Mosciamme del Mar Ligure (musciàmme)                                                                                       | P.A.T. | Preparazione, di pesci, molluschi, crostacei e tecniche particolari                           | Liguria |
| 290 | Tonnidi del Golfo Paradiso                                                                                                 | P.A.T. | Preparazione, di pesci, molluschi, crostacei e tecniche particolari                           | Liguria |
| 291 | Zerlo di Noli | P.A.T. | Preparazione, di pesci, molluschi, crostacei e tecniche particolari                           | Liguria |
| 292 | Latte fresco della Valle Stura                                                                                             | P.A.T. | Prodotti di origine animale (miele, prodotti lattiero caseari di vario tipo escluso il burro) | Liguria |
| 293 | Latte fresco di marinella                                                                                                  | P.A.T. | Prodotti di origine animale (miele, prodotti lattiero caseari di vario tipo escluso il burro) | Liguria |
| 294 | Miele della liguria | P.A.T. | Prodotti di origine animale (miele, prodotti lattiero caseari di vario tipo escluso il burro) | Liguria |
| 295 | Ricotta (recottu, ricotta della Val Stura, della Val d'Aveto, della Valle Scrivia, della Val Graveglia)                    | P.A.T. | Prodotti di origine animale (miele, prodotti lattiero caseari di vario tipo escluso il burro) | Liguria |